# Liste de romans inspirés de jeux vidéo
 (mai 2018).
Ci-dessous une liste des novélisations de jeux vidéo en romans.

## Liste
| Titre                                                          | Série                 | Auteur(s)                                                  | ISBN                     | Genre             | Notes                                                                  |
| -------------------------------------------------------------- | --------------------- | ---------------------------------------------------------- | ------------------------ | ----------------- | ---------------------------------------------------------------------- |
| Monsieur Madame - Monsieur Ezio                                | Assassin's Creed      | Adam Hargreaves                                            | (ISBN 978-2017134473)    | Humour            |                                                                        |
| Monsieur Madame - Madame Kassandra                             | Assassin's Creed      | Adam Hargreaves                                            | (ISBN 978-2017134459)    | Humour            |                                                                        |
| Monsieur Madame - Madame Eivor                                 | Assassin's Creed      | Adam Hargreaves                                            | (ISBN 978-2017134466)    | Humour            |                                                                        |
| Assassin's Creed : Renaissance                                 | Assassin's Creed      | Oliver Bowden                                              | (ISBN 978-2811207243)    | Action/ Aventure  | Toutes les traductions en français ont été faites par Claire Jouanneau |
| Assassin's Creed : Brotherhood                                 | Assassin's Creed      | Oliver Bowden                                              | (ISBN 978-2811204587)    | Action/ Aventure  | Toutes les traductions en français ont été faites par Claire Jouanneau |
| Assassin's Creed : La Croisade secrète                         | Assassin's Creed      | Oliver Bowden                                              | (ISBN 978-2811206529)    | Action/ Aventure  | Toutes les traductions en français ont été faites par Claire Jouanneau |
| Assassin's Creed : Révélations                                 | Assassin's Creed      | Oliver Bowden                                              | (ISBN 978-2811207922)    | Action/ Aventure  | Toutes les traductions en français ont été faites par Claire Jouanneau |
| Assassin's Creed : Forsaken                                    | Assassin's Creed      | Oliver Bowden                                              | (ISBN 978-2811208653)    | Action/ Aventure  | Toutes les traductions en français ont été faites par Claire Jouanneau |
| Assassin's Creed : Black Flag                                  | Assassin's Creed      | Oliver Bowden                                              | (ISBN 978-2811210823)    | Action/ Aventure  | Toutes les traductions en français ont été faites par Claire Jouanneau |
| Assassin's Creed : Unity                                       | Assassin's Creed      | Oliver Bowden                                              | (ISBN 978-2811212988)    | Action/ Aventure  | Toutes les traductions en français ont été faites par Claire Jouanneau |
| Assassin's Creed : Underworld                                  | Assassin's Creed      | Oliver Bowden                                              | (ISBN 978-1405918862)    | Action/ Aventure  | Toutes les traductions en français ont été faites par Claire Jouanneau |
| Assassin's Creed Origins : Le Serment du désert                | Assassin's Creed      | Oliver Bowden                                              | (ISBN 978-2362313455)    | Action/ Aventure  | Toutes les traductions en français ont été faites par Claire Jouanneau |
| Assassin's Creed Fragments : La lame d'Aizu                    | Assassin's Creed      | Olivier Gay                                                | (ISBN 979-1032405079)    | Action/ Aventure  |                                                                        |
| Assassin's Creed Fragments : Les enfants des Highlands         | Assassin's Creed      | Alain T. Puysségur                                         | (ISBN 979-1032404188)    | Action/ Aventure  |                                                                        |
| Assassin's Creed: Fragments : Les Sorcières des Landes         | Assassin's Creed      | Adrien Tomas                                               | (ISBN 979-1032404171)    | Action/ Aventure  |                                                                        |
| Darksiders : Le Caveau des Abominations                        | Darksiders            | Ari Marmell                                                | (ISBN 978-2811208240)    | Action/ Aventure  | Traduit en français par Cédric Degottex                                |
| La Loi du sang                                                 | Diablo                | Richard A. Knaak                                           | (ISBN 978-0671041557)    | RPG               | Inspirés du jeu Diablo                                                 |
| Le Sentier de la damnation                                     | Diablo                | Mel Odom                                                   | (ISBN 978-0743426916)    | RPG               | Inspirés du jeu Diablo                                                 |
| Le Royaume des ombres                                          | Diablo                | Richard A. Knaak                                           | (ISBN 978-0743426923)    | RPG               | Inspirés du jeu Diablo                                                 |
| La Lune de l'Araignée                                          | Diablo                | Richard A. Knaak                                           | (ISBN 978-0743471329)    | RPG               | Inspirés du jeu Diablo                                                 |
| Le fléau du démon                                              | Diablo                | Robert B. Marks                                            | (ISBN 978-1416576990)    | RPG               | Inspirés du jeu Diablo                                                 |
| La Guerre du péché : Droits du sang                            | Diablo                | Richard A. Knaak                                           | (ISBN 978-0743471220)    | RPG               | Inspirés du jeu Diablo                                                 |
| La Guerre du péché : Les Écailles du serpent                   | Diablo                | Richard A. Knaak                                           | (ISBN 978-0743471237)    | RPG               | Inspirés du jeu Diablo                                                 |
| La Guerre du péché : Le prophète voilé                         | Diablo                | Richard A. Knaak                                           | (ISBN 978-0743471244)    | RPG               | Inspirés du jeu Diablo                                                 |
| Le livre de Caïn                                               | Diablo                | Collectif                                                  | (ISBN 978-1608870455)    | RPG               | Inspirés du jeu Diablo III                                             |
| Dans les ténèbres naissent les héros                           | Diablo                | Micky Neilson, James Waugh, Cameron Dayton, Matt Burns     | (ISBN 978-2809426175)    | RPG               | Inspirés du jeu Diablo III                                             |
| Le livre de Tyrael                                             | Diablo                | Collectif                                                  | (ISBN 978-2364801622)    | RPG               | Inspirés du jeu Diablo III                                             |
| Tempête de lumière                                             | Diablo                | Nate Kenyon                                                | (ISBN 978-2809436792)    | RPG               | Inspirés du jeu Diablo III                                             |
| Final Fantasy XI (Tome 1) : Le Chant de la tempête             | Final Fantasy XI      | Miyabi Hasegawa, Eiji Kaneda Cécile Sénaux (Traduction)    | (ISBN 978-2265085596)    | RPG               |                                                                        |
| Final Fantasy XI (Tome 2) : Le Serment des Étoiles             | Final Fantasy XI      | Miyabi Hasegawa, Eiji Kaneda Guillaume Didier (Traduction) | (ISBN 978-2265085824)    | RPG               |                                                                        |
| Final Fantasy XI (Tome 3) : Le Lien Eternel                    | Final Fantasy XI      | Miyabi Hasegawa Guillaume Didier (Traduction)              | (ISBN 978-2265085831)    | RPG               |                                                                        |
| Final Fantasy XI (Tome 4) : L'Epée du Gardien Première partie  | Final Fantasy XI      | Miyabi Hasegawa (Auteur) Guillaume Didier (Traduction)     | (ISBN 978-2265086012)    | RPG               |                                                                        |
| Final Fantasy XI (Tome 5) : L'Epée du Gardien Deuxième partie  | Final Fantasy XI      | Miyabi Hasegawa, Eiji Kaneda Cécile Sénaux (Traduction)    | (ISBN 978-2265086111)    | RPG               |                                                                        |
| Final Fantasy XI (Tome 6) : L'Epée du Gardien Troisième partie | Final Fantasy XI      | Miyabi Hasegawa Cécile Sénaux (Traduction)                 | (ISBN 978-2265086128)    | RPG               |                                                                        |
| Gabriel Knight: Sins of the Fathers                            | Gabriel Knight        | Jane Jensen                                                | (ISBN 0-451-45607-6)     | Action / Aventure | Pas encore traduits en français                                        |
| The Beast Within: A Gabriel Knight Mystery                     | Gabriel Knight        | Jane Jensen                                                | (ISBN 0-451-45621-1)     | Action / Aventure | Pas encore traduits en français                                        |
| God of War                                                     | God of War            | Matthew Stover, Robert E. Vardeman                         | (ISBN 978-2811204402)    | Action            |                                                                        |
| Halo (Tome 1) : La Chute de Reach                              | Halo                  | Eric Nylund                                                | (ISBN 979-1-0324-0741-7) | FPS               | Traduits par Fabrice Joly et Laurent Laget                             |
| Halo (Tome 2) : Parasite                                       | Halo                  | William Dietz                                              | (ISBN 979-1-0324-0767-7) | FPS               | Traduits par Fabrice Joly et Laurent Laget                             |
| Halo (Tome 3) : Opération First Strike                         | Halo                  | Eric Nylund                                                | (ISBN 978-2265079922)    | FPS               | Traduit par Fabrice Joly                                               |
| Halo (Tome 4) : Les Fantômes d'Onyx                            | Halo                  | Eric Nylund                                                | (ISBN 978-2811213077)    | FPS               | Traduit par Grégory Bouet                                              |
| Halo (Tome 5) : Contact Harvest                                | Halo                  | Joseph Staten                                              | (ISBN 978-2811213787)    | FPS               | Traduit par Claire Jouanneau                                           |
| Halo : Le Protocole Cole                                       | Halo                  | Tobias S. Buckel                                           | (ISBN 978-2811214487)    | FPS               | Traduits par Sébastien Baert                                           |
| Halo : La Trilogie Kilo-5 (Tome 1) : Les Mondes de verre       | Halo                  | Karen Traviss                                              | (ISBN 978-2811215163)    | FPS               | Traduits par Sébastien Baert                                           |
| Halo : La Trilogie Kilo-5 (Tome 2) : Le Baptême du feu         | Halo                  | Karen Traviss                                              | (ISBN 978-2811216054)    | FPS               | Traduit par Louise Lafon                                               |
| Halo : La Saga Forerunner (Tome 1) : Cryptum                   | Halo                  | Greg Bear                                                  | (ISBN 978-2811206475)    | FPS               | Traduit par Cédric Degottex                                            |
| Halo : La Saga Forerunner (Tome 2) : Primordium                | Halo                  | Greg Bear                                                  | (ISBN 978-2811208394)    | FPS               | Traduits par Louise Lafon                                              |
| Halo : La Saga Forerunner (Tome 3) : Silentium                 | Halo                  | Greg Bear                                                  | (ISBN 978-2811209261)    | FPS               | Traduits par Louise Lafon                                              |
| Ico: Castle in the Mist                                        | Ico                   | Miyuki Miyabe                                              | (ISBN 978-1421540634)    | Action/ Aventure  | Pas encore traduit en français                                         |
| Corpus Simsi : Incarnation virtuellement temporaire            | Les Sims              | Chloé Delaume                                              | (ISBN 978-2915280074)    | Simulation de vie |                                                                        |
| Mass Effect (Tome 1) : Révélation                              | Mass Effect           | Drew Karpyshyn                                             | (ISBN 978-2811206772)    | TPS               |                                                                        |
| Mass Effect (Tome 2) : Ascension                               | Mass Effect           | Drew Karpyshyn                                             | (ISBN 978-2811206895)    | TPS               |                                                                        |
| Mass Effect (Tome 3) : Rétorsion                               | Mass Effect           | Drew Karpyshyn                                             | (ISBN 978-2811207250)    | TPS               |                                                                        |
| Mortal Kombat                                                  | Mortal Kombat         | Jeff Rovin (en)                                            | (ISBN 978-2-265-05844-6) | combat            | Traduit par Gilles Trillaud                                            |
| Myst : Le Livre d'Atrus                                        | Myst                  | Robyn Miller, Rand Miller et David Wingrove                | (ISBN 978-2277241102)    | Aventure          | Traduit par Philippe Rouard                                            |
| Myst : Le Livre de Ti'ana                                      | Myst                  | Rand Miller et David Wingrove                              | (ISBN 978-2290044551)    | Aventure          | Traduit par François Thibaut                                           |
| Myst : Le Livre de D'ni                                        | Myst                  | Rand Miller et David Wingrove                              | (ISBN 978-2290049877)    | Aventure          | Traduit par Philippe Rouard                                            |
| Resident Evil (Tome 1) : La Conspiration d'Umbrella            | Resident Evil         | S. D. Perry                                                | (ISBN 978-2811212902)    | Horreur           | Traduit par Paul Benita                                                |
| Resident Evil (Tome 2) : La Crique de Caliban                  | Resident Evil         | S. D. Perry                                                | (ISBN 978-2811212957)    | Horreur           | Traduit par Jean-Claude Poyet                                          |
| Resident Evil (Tome 3) : La Cité des morts                     | Resident Evil         | S. D. Perry                                                | (ISBN 978-2811213640)    | Horreur           | Traduit par Paul Benita                                                |
| Resident Evil (Tome 4) : Aux Portes de l'Enfer                 | Resident Evil         | S. D. Perry                                                | (ISBN 978-2811213848)    | Horreur           | Traduit par Gabrielle Brodhy                                           |
| Resident Evil (Tome 5) : Némésis                               | Resident Evil         | S. D. Perry                                                | (ISBN 978-2811214104)    | Horreur           | Traduit par Gabrielle Brodhy                                           |
| Resident Evil (Tome 6) : Code Veronica                         | Resident Evil         | S. D. Perry                                                | (ISBN 978-2811212902)    | Horreur           | Traduit par Gabrielle Brodhy                                           |
| Resident Evil : Apocalypse                                     | Resident Evil         | Keith DeCandido                                            | (ISBN 978-2265079830)    | Horreur           | Traduit par Gabrielle Brodhy                                           |
| The Elder Scrolls (Tome 1) : La Cité Infernale                 | The Elder Scrolls     | Greg Keyes (Auteur) Guillaume Le Pennec (Traduction)       | (ISBN 978-2265092549)    | RPG               |                                                                        |
| The Elder Scrolls (Tome 2) : Le seigneur des âmes              | The Elder Scrolls     | Greg Keyes (Auteur) Guillaume Le Pennec (Traduction)       | (ISBN 978-2265093805)    | RPG               |                                                                        |
| La Directive Pandora                                           | The Pandora Directive | Aaron Conners                                              | (ISBN 978-2265061804)    | Action / Aventure |                                                                        |
| Le Cycle de la haine                                           | World of Warcraft     | Keith DeCandido                                            | (ISBN 978-2809414677)    | RPG               |                                                                        |
| Minecraft le choc                                              | Minecraft             | Tracey Baptiste                                            | (ISBN 978-2362312380)    | Action / Aventure |                                                                        |
| Minecraft l'île perdue                                         | Minecraft             | Max Brooks                                                 | (ISBN 978-2362313448)    | Action / Aventure |                                                                        |